# Taubenturm der Abtei Montierneuf

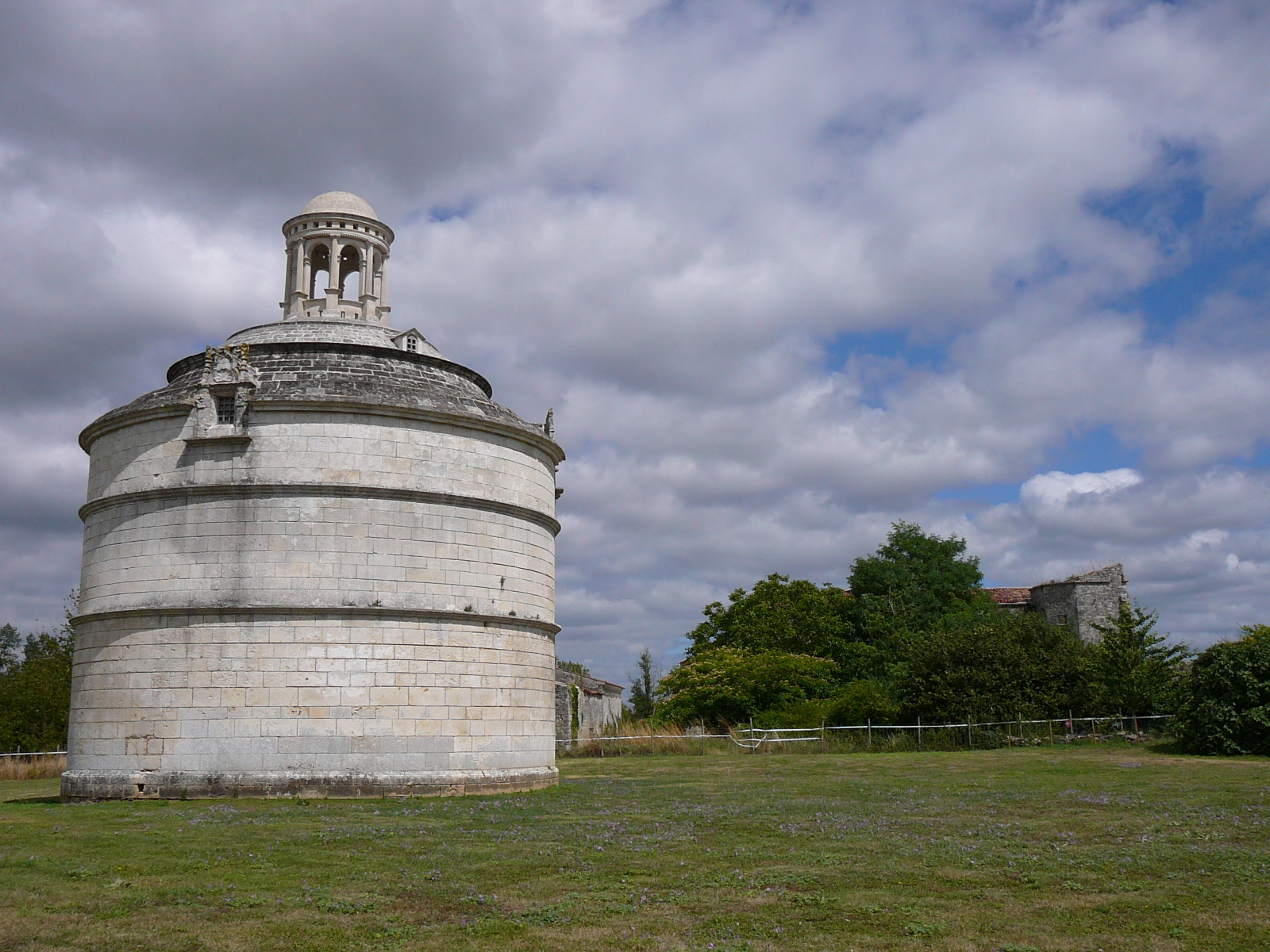
Taubenturm in Saint-Agnant

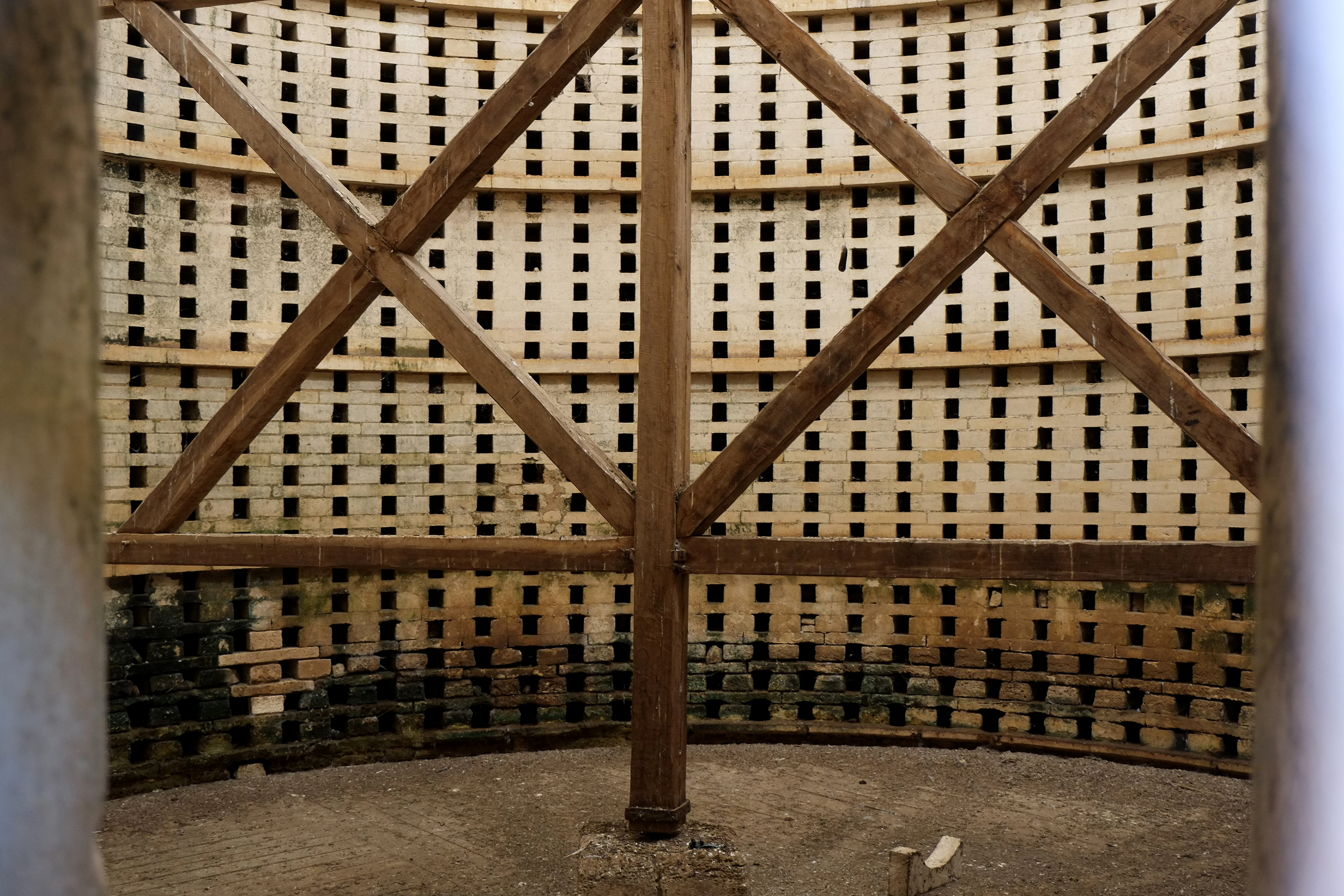
Innenansicht

Der Taubenturm (französisch colombier oder pigeonnier) der ehemaligen Abtei Montierneuf in Saint-Agnant, einer französischen Gemeinde im Département Charente-Maritime in der Region Nouvelle-Aquitaine, wurde im 16. Jahrhundert errichtet. Der Taubenturm steht seit 1951 als Monument historique auf der Liste der Baudenkmäler in Frankreich.
Der runde Taubenturm aus Hausteinmauerwerk hatte ursprünglich 3500 Taubennester. Er wird von einer Laterne bekrönt.